# UNC93A
UNC93A‏ (Unc-93 homolog A) هوَ بروتين يُشَفر بواسطة جين UNC93A في الإنسان.